# 포티스헤드 (서머싯주)

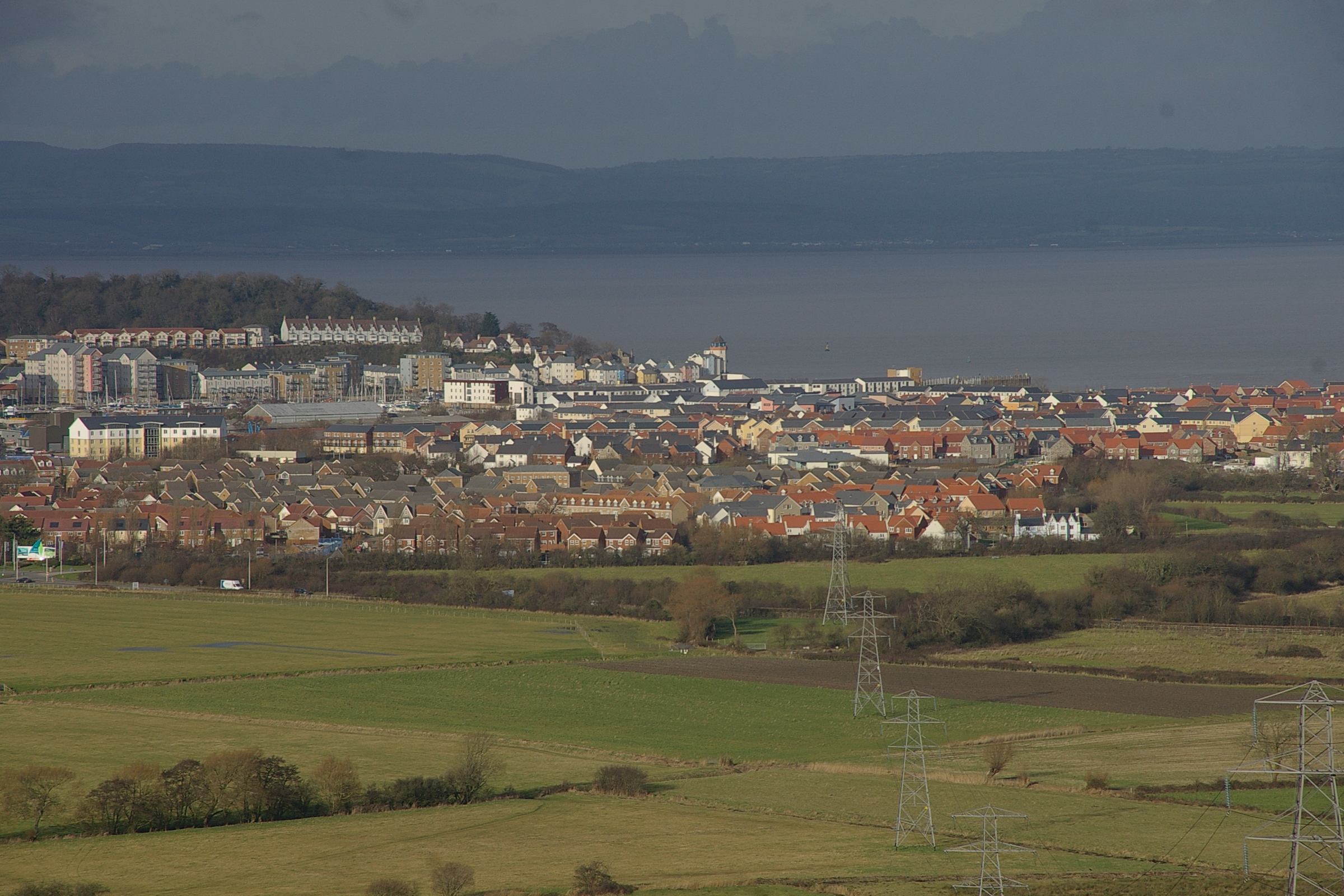
포티스헤드

포티스헤드(Portishead)는 영국 서머싯주의 도시로, 인구는 22,000명이다.